# Freispringen

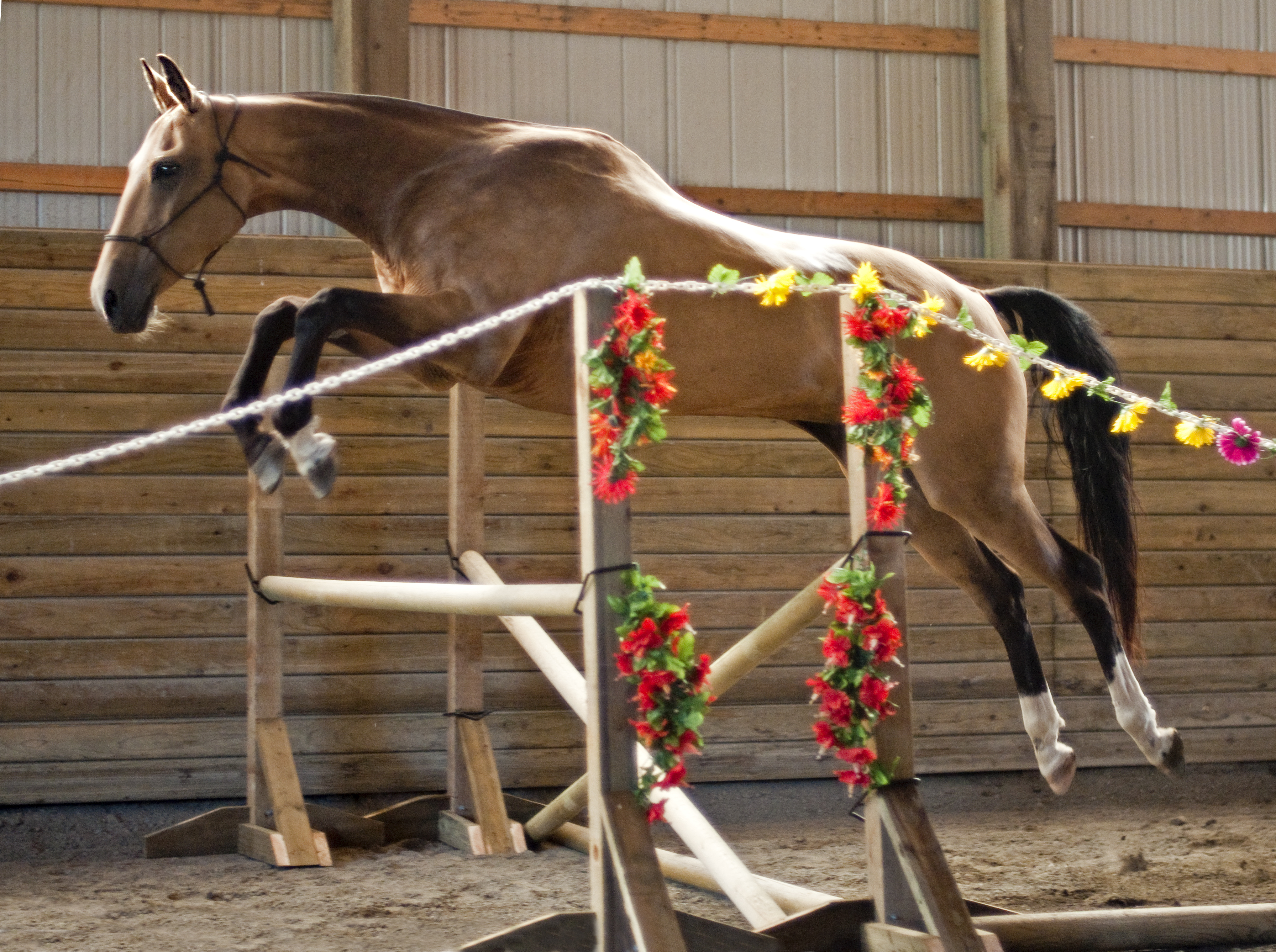
Freispringen

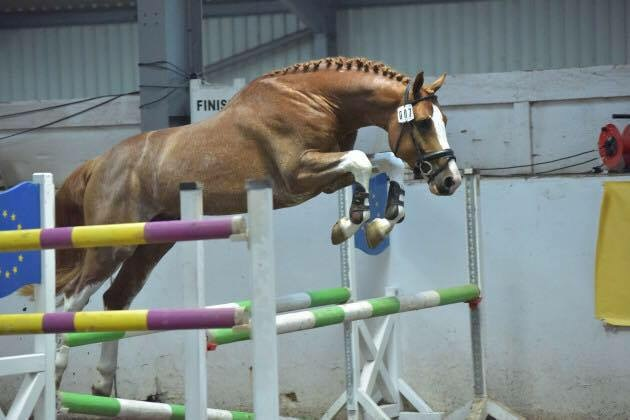
Freispringen über Oxer

Beim Freispringen springt ein Pferd ohne Reiter über ein Hindernis, meistens eine Hindernisfolge. 

## Nutzen
Das Freispringen dient zum einen der Gymnastizierung des Pferdes und trägt bei der Beurteilung vor allem junger Pferde mit Blick auf ihr Potential für den Springsport wesentlich zur Urteilsfindung bei. Beim Freispringen kann das Pferd in seinem natürlichen, nicht durch die Einwirkung eines Reiters beeinflussten, Bewegungs- und Sprungablauf bewertet werden. Außerdem dient das Freispringen dazu, junge Pferde an den Bewegungsablauf des Springens und die Springtechnik zu gewöhnen.

## Vorgehensweise
Üblicherweise wird dazu eine Sprunggasse aufgebaut. Das bedeutet, dass an der langen Seite einer Reithalle oder eines geschlossenen Reitplatzes die Hindernisse direkt an die Bande anschließend aufgebaut werden. Die Bande begrenzt damit die eine Seite der Sprunggasse. Die andere Seite wird durch ein Absperrband begrenzt, sodass das Pferd nicht seitlich aus der Sprunggasse ausbrechen kann.
Die Hindernisse werden in passenden Distanzen in aufsteigender Höhe angeordnet. So können auch junge, technisch noch wenig ausgebildete Pferde ihr Springvermögen zeigen. Bei Freispringchampionaten oder Zuchtschauen (bei denen das Freispringen zunehmend an Bedeutung gewinnt) erfolgt das Freispringen ausschließlich auf der linken Hand (also gegen den Uhrzeigersinn).

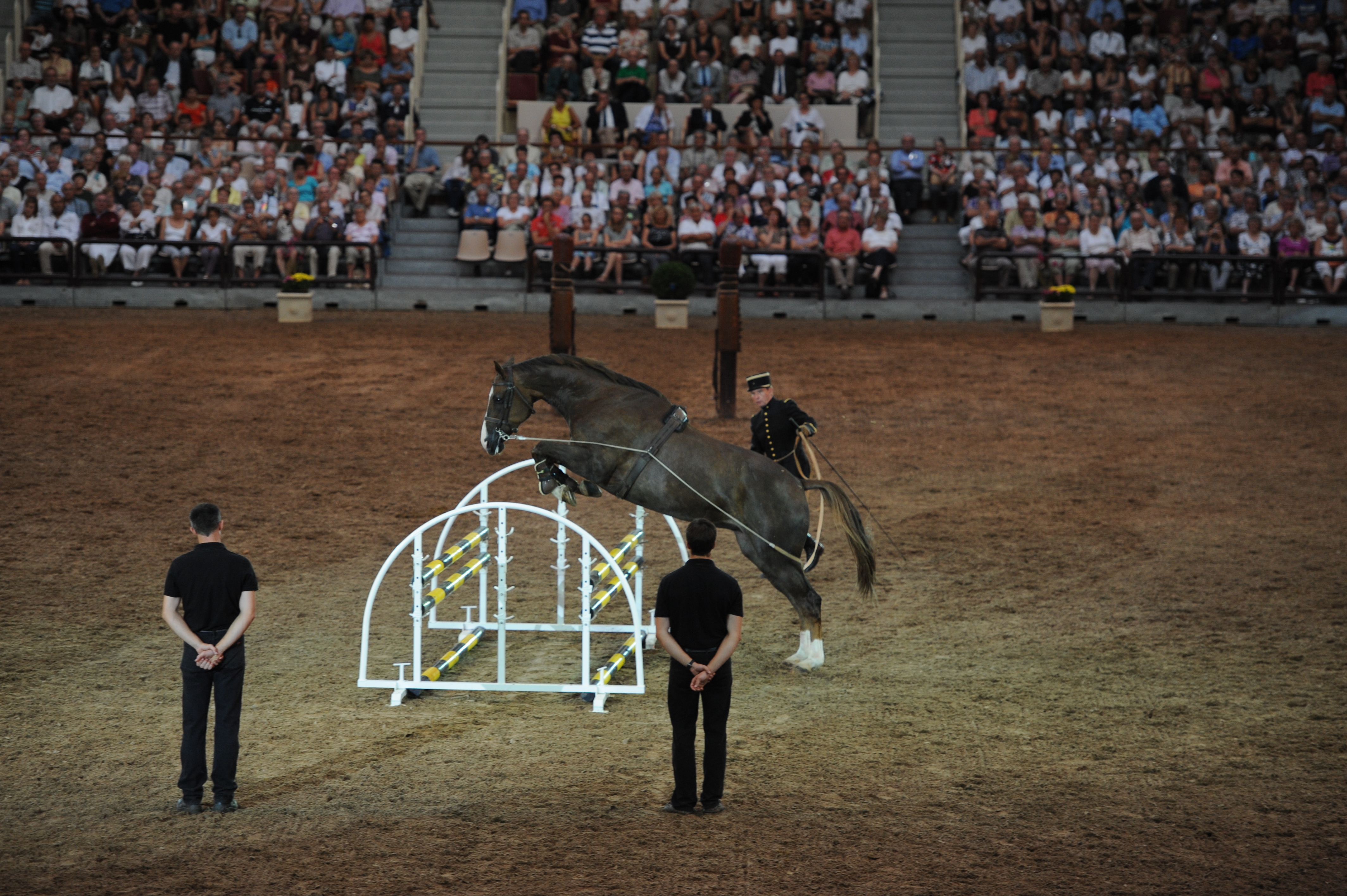
Freispringen mit Doppellonge über runde Ständer

## Springen mit Doppellonge
Beim Cadre Noir gibt es auch Freispringen mit Longe. Dazu werden spezielle, abgerundete Sprungständer benutzt, damit sich die Longe nicht verhakt. 